# Gustav Zimmermann (Politiker, 1808)
Gustav Zimmermann (* 7. März  1808 in Gotha; † 1. August 1874 in Hannover) war ein deutscher Politiker und Publizist.

## Leben
Zimmermann hatte bei Friedrich Christoph Dahlmann in Göttingen Staatsrecht studiert. 1838 wurde er durch den Minister Georg von Schele nach Hannover berufen, „mit dem Auftrag, im ‚Hamburger Korrespondenten‘ die Gewaltmaßregeln der Regierung zu vertreten und die Anhänger des Staatsgrundgesetzes zu bekämpfen“.
Seine Karriere begann, als er in der Affäre um die Göttinger Sieben gegen seinen Lehrer zugunsten der Hannoverschen Regierung Partei ergriff. Er wurde einflussreicher politischer Publizist im Staatsdienst. Seine Politischen Predigten, gehalten im Jahre 1843 auf verschiedenen Dächern der Hauptstadt, richten sich vor allem gegen den Beitritt Hannovers zum Zollverein und erörtern die Frage, ob die deutsche Einheit politisch über den Deutschen Bund oder ökonomisch über den Zollverein herzustellen sei. Seine Ablehnung des Zollvereins wurde in Hannover vielfach geteilt, wo man „von einer aus dem Anfange des Jahrhunderts stammenden tiefen Abneigung gegen Preußen und alles, was von dorther kam, erfüllt war“. 
Für einen ethnischen Nationalismus hatte Zimmermann nur Spott übrig:

„Die modernen Jünger von sogenannter Nationalität, welche das Blut der Bewohner prüfen und Keinen zu Deutschland zählen möchten, der nicht vollblütig abstammt von Germanen mit flachsfarbigen Haaren und blauen Augen, wie sie uns Tacitus beschreibt, und andrerseits
Alles zu Deutschland rechnen, was deutsch oder eine deutsche Tochtersprache spricht: – wir handeln recht, wenn wir sie zu den Narren dieser Zeit rechnen.“

## Schriften
- Ein anderes Wort zur Protestation und Entlassung der sieben Göttinger Professoren. Müller, Gotha 1838 (Digitalisat).
- Die Hannövrische Regierung und das Staats-Grundgesetz von 1833. Helwing, Hannover 1839.
- Denkstein für den hannövrischen Minister des Staats, Cabinets und der auswärtigen Angelegenheiten Freiherrn Georg Victor Friedrich Diedrich von Schele. Schlüter, Hannover 1844.
- Die deutsche Polizei im neunzehnten Jahrhundert. Schlüter, Hannover 1845 (T. 1: Digitalisat) (T. 2: Digitalisat) (T. 3: Digitalisat).
- Die Vortrefflichkeit der constitutionellen Monarchie für England und die Unbrauchbarkeit der constitutionellen Monarchie für die Länder des europäischen Continentes. Rümpler, Hannover 1851 (Digitalisat).